# Yoldiella biscayensis
Yoldiella biscayensis is een tweekleppigensoort uit de familie van de Yoldiidae. De wetenschappelijke naam van de soort is voor het eerst geldig gepubliceerd in 1995 door Allen, Sanders & Hannah.